# Torre de telecomunicaciones de Járkov
La Torre de televisión de Járkov (en ucraniano: Телевізійна вежа, romanizado: Televiziyna vezha) es una torre de telecomunicaciones de celosía y acero, de 240.7m de altura, construida en 1981 en Járkov, Unión Soviética (hoy Ucrania), como repetidor en la región ucraniana de los canales de radio y televisión soviéticos, así como punto emisor de las desconexiones de la Radiotelevisión Soviética para la República Socialista Soviética de Ucrania. Desde 1991 se encarga de la emisión de las radios y televisiones ucranianas. La Torre de Járkov era el edificio más alto de la ciudad y la quinta torre de televisión más alta de Ucrania. La torre nunca ha estado abierta al público.
La torre tenía un diseño similar a la Torre de telecomunicaciones de Kiev, pero su diseño consta de unas patas mas cerradas. Además, la torre se construyó con marcos espaciales tipo armadura, que son estructuras rígidas y livianas construidas a partir del enclavamiento y entrelazamiento de puntales en un patrón geométrico.

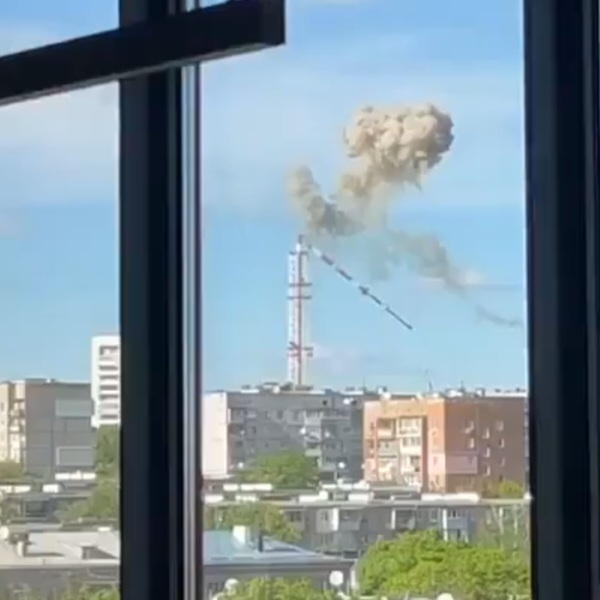
Impacto de un misil en la parte superior de la torre durante la invasión rusa de Ucrania de 2022.

La torre de televisión de Járkov consta de cinturones de carga y nervaduras que conectan los cinturones de la torre a lo largo del perímetro, elementos de diafragmas y barridos que forman cerchas planas ubicadas en planos verticales. Estos planos pasan a través de ejes, alternando cinturones. Al mismo tiempo, una alternancia similar cambia en cada tramo de la torre según su altura, esta cambia cada dos tramos adyacentes de las correas por las que pasan sus verticales en el plano. 
La alternancia de la altura entre las cerchas en las secciones adyacentes de la torre garantiza la separación de las correas en distintos planos a través de sus soldaduras, lo que la hace mas robusta y estéticamente atractiva debido a todas sus combinaciones.

### Durante la invasión rusa de ucrania
La torre sufrió dos bombardeos por las fuerzas rusas durante la invasión rusa de Ucrania de 2022. 
El primer bombardeo fue el 6 de marzo de 2022, durante la batalla de Járkov la torre y su edificio administrativo fueron alcanzados por ocho bombas FAB-500 de un avión de combate ruso Su-34, el edificio administrativo y la estructura metálica de la torre sufrieron graves daños. Como resultado la torre fue inutilizada. El avión de combate fue derribado justo después de que se lanzaran las bombas, el piloto se eyectó y sobrevivió, aunque fue detenido por las fuerzas ucranianas y juzgado.
El segundo bombardeo fue el 22 de abril de 2024, durante la aún inicial Ofensiva al norte de Járkov la parte superior de la torre fue alcanzada por un ataque con un misil de crucero ruso Kh-59, posteriormente, tras el ataque la antena superior del edificio colapsó. Al día siguiente no había señal de televisión digital en Járkov ni en los pueblos cercanos. Las autoridades anunciaron que la restauración de la torre de televisión comenzará cuando la guerra contra Rusia termine.